# Hans Feigenwinter
Hans Feigenwinter (* 1965 in Basel) ist ein Schweizer Jazzmusiker (Piano, Komposition).

## Leben und Wirken
Feigenwinter tourte als Teenager mit Popgruppen, dann mit der Indierockband Thin King und der Lazy Poker Blues Band. An der Swiss Jazz School in Bern studierte er Jazzpiano. Seit 1996 trat er im Trio mit Bänz Oester und Norbert Pfammatter auf, das mehrere Alben vorlegte. In den letzten Jahren realisierte er seine Musik häufig in der Gruppe Feigenwinter 3 gemeinsam mit Wolfgang Zwiauer und Arno Troxler. Weiter spielte er mit den Bläsern Domenic Landolf und Andreas Tschopp in der Formation Hans Feigenwinter ZINC. Zudem gibt er häufig Solokonzerte; sie sind oft von vollständig von Improvisation geprägt. Als Komponist arbeitete er auch mit dem Lucerne Jazz Orchestra, das seine Werke auf dem BeJazz Winterfestival 2015 präsentierte.
Als Sideman trat Feigenwinter u. a. mit Woody Shaw, Franco Ambrosetti, Joe Lovano, Billy Hart, Buddy DeFranco, Chico Freeman, Tom Varner oder Johannes Maikranz auf. Weiterhin gehört er zum Sextett von Peter Schärli, zu Jonas Windscheids Paintbox und zu Herbie Kopfs Explo 3000.
Feigenwinter unterrichtet als Hochschullehrer an der Musik-Akademie der Stadt Basel und lehrt auch an der Musikhochschule Luzern.

## Diskographische Hinweise
- Hans Feigenwinter, ARTE Quartett Gang (Altrisuoni, 2002)
- Behind the Bend (Universal, 2004; mit Lars Lindvall, Markus Stalder, Wolfgang Zwiauer, Andi Pupato)
- Peter Schärli / Juarez Moreira / Hans Feigenwinter Castelo (TCB Records, 2013)
- Herbie’s Explo 3000 Fairytale (Live Life Records, 2014)
- Hans Feigenwinter ZINC Whim of Fate (Unit Records, 2014)